# كرسنلي
كرسنلي  قرية سوريّة تتبع إداريّاً لمحافظة حلب منطقة الباب ناحية الراعي، بلغ تعداد سكانها 298 نسمة حسب التعداد السكاني لعام 2004.